# Stosunki polsko-japońskie
Stosunki polsko-japońskie – relacje łączące Polskę i Japonię obejmują wymiar polityczny, ekonomiczny, naukowy, kulturalny i społeczny
Od 22 marca 1919 Polska utrzymuje stosunki dyplomatyczne z Państwem Japońskim.

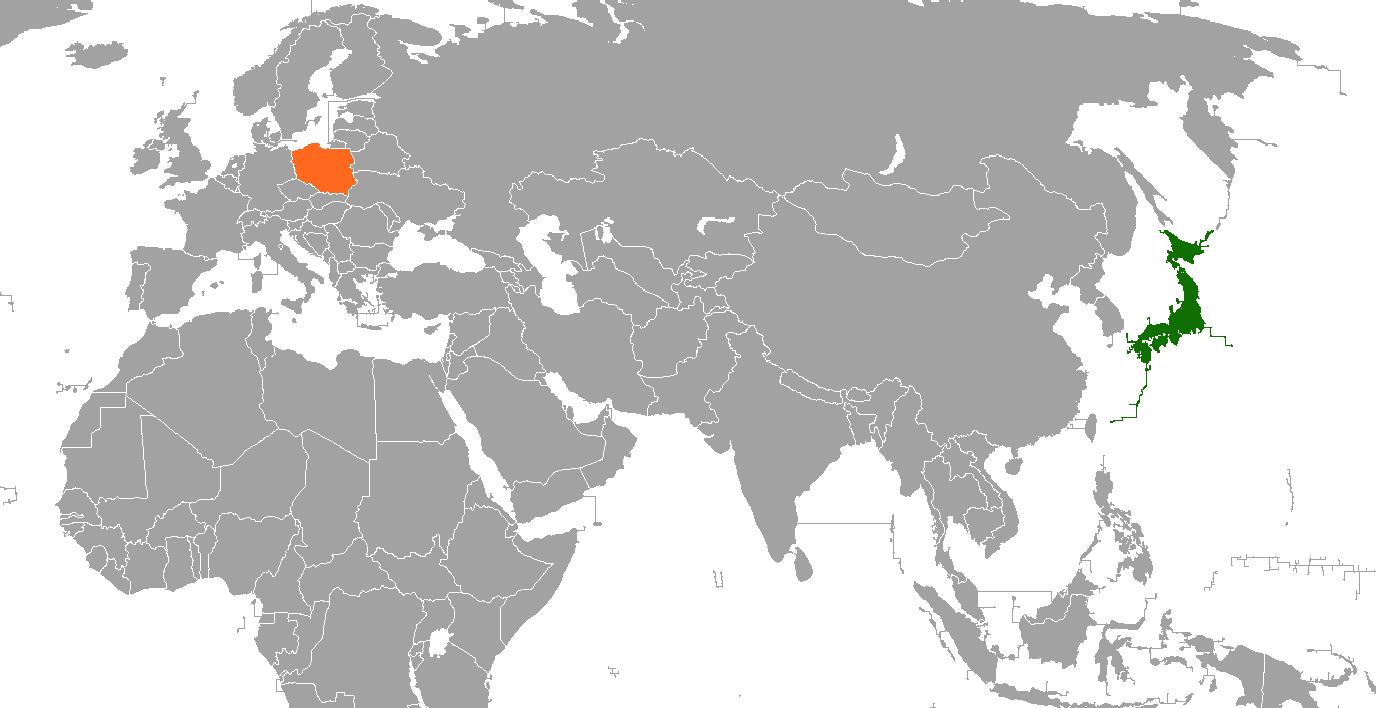
Polska i Japonia na mapie Eurazji

## Historia

### XV-XIX wiek
Polacy dowiedzieli się o istnieniu Japonii w XV wieku z dzieła Marco Polo „Opisanie Świata”. Pierwsze bezpośrednie kontakty polsko-japońskie miały miejsce w 1585. Wtedy czterej katoliccy japońscy delegaci, wysłani z Nagasaki do Rzymu w tzw. Misji Tenshō, spotkali się z papieżem, a także z polskim biskupem
Bernardem Maciejowskim, któremu podarowali japońskie tłumaczenie fragmentu jednego z psalmów (odnalezione w Krakowie w 2000). Japończyków zainteresował także św. Stanisław Kostka, którego grób odwiedzili w Rzymie.
Po raz pierwszy pisał o Japonii ks. Piotr Skarga w 1597 w „Kazaniach sejmowych”, który wspomniał tam o prześladowaniach chrześcijan w Japonii.
Pierwszym Polakiem w Japonii był jezuita Wojciech Męciński, który w okresie prześladowań religijnych przyjechał tam z misją w 1642. Pojmany przez władze, był torturowany i zginął śmiercią męczeńską. Drugim był podróżnik Maurycy Beniowski, który w 1771, uciekając z zesłania na Kamczatce miał dotrzeć do Japonii.
Pierwszym Japończykiem na ziemiach polskich był major Yasumasa Fukushima, który w 1892-93 konno przejeżdżał trasę Berlin-Władywostok. Nawiązał wówczas kontakty z polskimi działaczami ruchów niepodległościowych i zesłańcami na Syberii. Jego raporty ukazały Japończykom tragiczne losy Polski pod zaborami. Swoje wrażenia z Polski uciemiężonej pod zaborami Fukushima przekazał poecie Naobumi Ochiai, który opisał je w wierszu Pōrando kaiko (Wspomnienie Polski).
Na przełomie XIX i XX wieku do Japonii przybyli dwaj polscy zesłańcy z Syberii, etnolog Bronisław Piłsudski (badacz języka i kultury Ajnów na Hokkaido) oraz etnograf i pisarz Wacław Sieroszewski, który pisał potem o Japonii we wspomnieniach i opowiadaniach.
Józef Piłsudski uważał, że współpraca z Japonią (wrogiem Rosji) będzie korzystna dla obu stron. Planował, że Japończycy sfinansują wybuch powstania w Królestwie Kongresowym, które zmusi Rosję do wycofania części wojsk z Mandżurii. Przeciwny poglądom Piłsudskiego był Roman Dmowski. Obaj politycy w 1904 zostali zaproszeni do Japonii przez MSZ i Sztab Generalny, w czasie wojny rosyjsko-japońskiej. Dmowski dotarł tam pierwszy i poinformował władze japońskie o swoich obawach, co zniweczyło plany Piłsudskiego. Obaj zajęli się poprawą warunków internowania 4658 Polaków, przetrzymywanych w Japonii jako żołnierze pokonanej armii rosyjskiej.

### 1919-1945
Oficjalne relacje dyplomatyczne między Japonią i Polską nawiązano w 1919, kiedy Japonia, jako piąty z kolei kraj na świecie, uznała niepodległość II Rzeczypospolitej 6 marca tego roku. W latach 1920–1922 Japonia pomagała polskim sierotom w Syberii. Przewieziono stamtąd do Japonii łącznie 765 dzieci (w wieku od roku do 16 lat), które po pobycie w ośrodku Fukudenkai w Tokio (gdzie odwiedziła je cesarzowa Teimei), następnie przekazano Polsce.

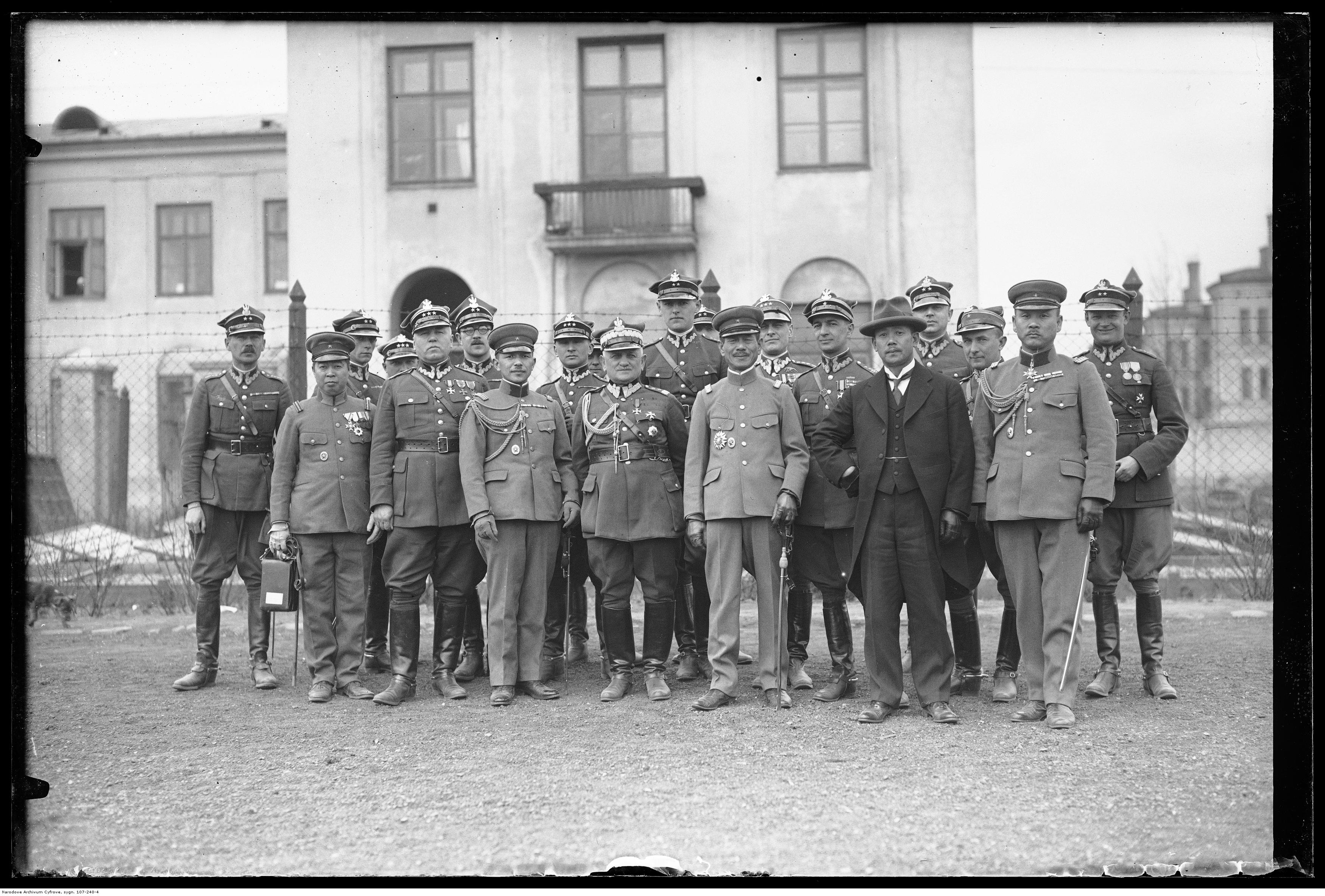
Wizyta japońskich wojskowych w 1 Pułku Szwoleżerów w Warszawie w 1929

W 1928 z inicjatywy Piłsudskiego 51 oficerów armii japońskiej otrzymało Order Virtuti Militari.
W latach międzywojennych istniały polskie konsulaty honorowe w Osace (od 1926) i Jokohamie (od 1934). W 1937 poselstwa podniesiono do rangi ambasad.
Od 1930 w Japonii działali polscy franciszkanie, m.in. św. Maksymilian Kolbe i o. Zenon Żebrowski, którzy prowadzili tam działalność charytatywną i założyli klasztor Franciszkanów w Nagasaki.
Mimo że Polska od końca 1939 była pod okupacją niemiecką i sowiecką, rząd japoński zlikwidował polską ambasadę dopiero 2 lata później, a 2 miesiące po tym fakcie, w grudniu 1941 Polska wypowiedziała Japonii wojnę (jako jedynemu krajowi w XX wieku). W latach 1940–1945 trwała japońsko-polska współpraca pomiędzy wywiadami wojskowymi (mimo iż oba kraje należały do przeciwnych obozów) w dziedzinie kryptologii i wywiadu skierowanego na ZSRR i III Rzeszę. Chiune Sugihara i por. Leszek Daszkiewicz działali w Kownie i Królewcu, a gen. Onodera Makoto i mjr Michał Rybikowski w Sztokholmie.
Japoński dyplomata Chiune Sugihara podczas II wojny światowej, latem 1940 jako wicekonsul w Kownie wystawiał wizy tranzytowe bez ograniczeń m.in. Żydom obywatelom polskim, dzięki czemu mogli oni uciec przez Japonię do USA i innych krajów. W sumie Sugihara wystawił 2139 wiz rodzinnych, co umożliwiło ocalenie kilku tysięcy osób. Pośmiertnie Sugihara został uhonorowany wysokimi odznaczeniami polskimi.

### 1945-1989
Po wojnie Japonia uznała PRL i 8 II 1957 został podpisany Układ o przywróceniu normalnych stosunków między Japonią a Polską Rzecząpospolitą Ludową.

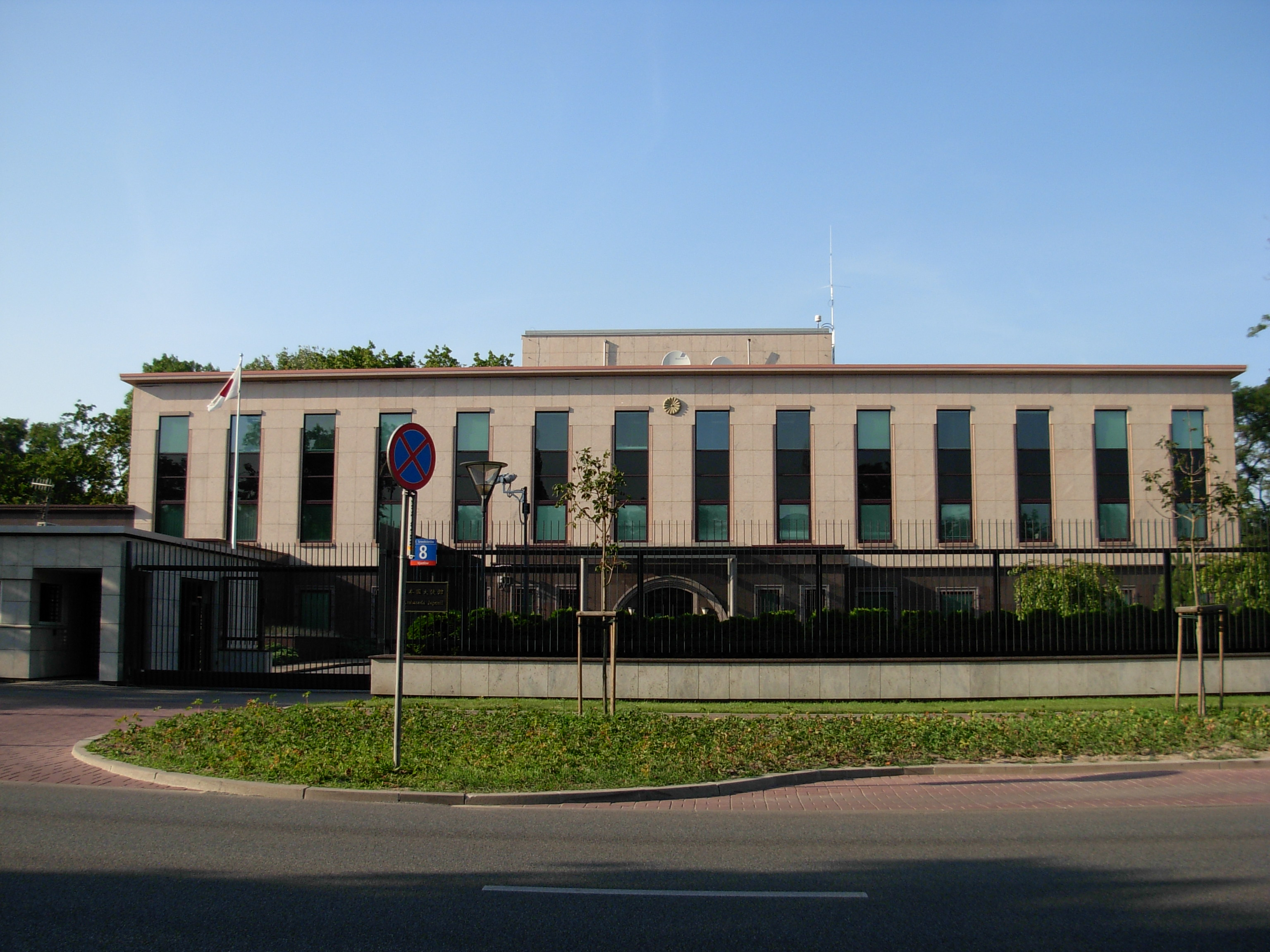
Ambasada Japonii w Warszawie

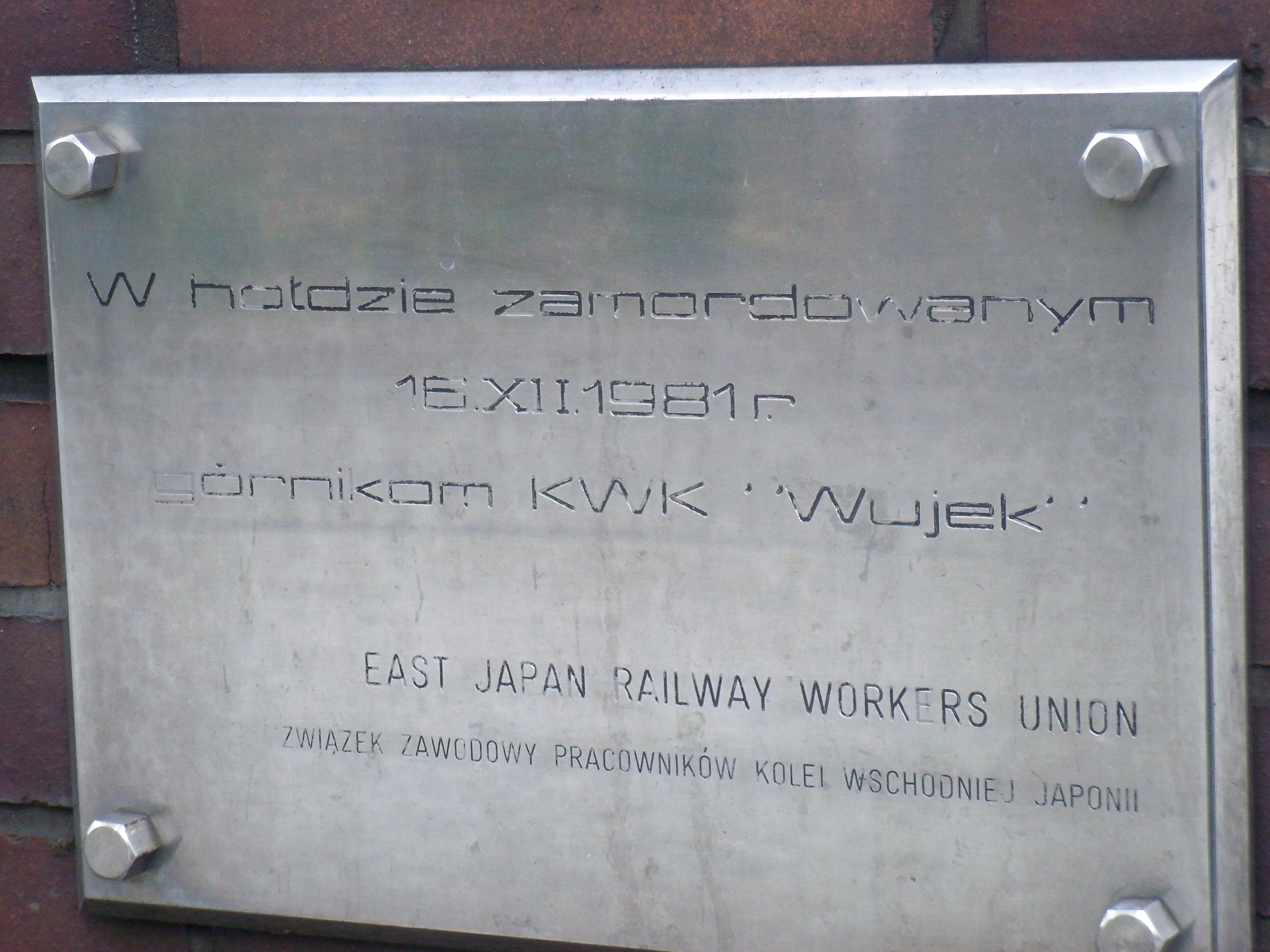
Tablica ufundowana przez japońskich kolejarzy na pomniku w Kopalni „Wujek” w Katowicach

Yoshiho Umeda zamieszkał w Polsce w wieku 13 lat. Od chwili powstania NSZZ „Solidarność” w 1980 zaangażował się w działalność Związku, m.in. organizując współpracę z Japonią. Z tego powodu został wydalony z Polski w 1982, a zgodę na powrót dostał 7 lat później. Dwukrotnie otrzymał wysokie polskie odznaczenia państwowe.

### Po 1989

#### Polityka
W grudniu 1994 do Japonii przybył prezydent RP Lech Wałęsa. W lipcu 2002 do Warszawy przybyli cesarz Akihito i jego małżonka cesarzowa Michiko. W sierpniu 2003 w Polsce przebywał premier Japonii Jun’ichirō Koizumi, a w czerwcu 2013 premier Shinzō Abe. W lutym 2015 do Tokio przybył prezydent RP Bronisław Komorowski. W październiku 2015 prezydent Andrzej Duda przyjął w Warszawie przedstawicielkę japońskiej rodziny cesarskiej – księżną Takamado. W stulecie nawiązania stosunków dyplomatycznych, w 2019 Polskę odwiedził japoński następca tronu, książę Akishino, wraz z małżonką księżną Kiko.

#### Gospodarka, kultura i wymiar międzyludzki
Stale rośnie wymiana handlowa oraz turystyczna między obu krajami. Ruszył program „Zwiedzaj i pracuj”, a w styczniu 2016 powstało bezpośrednie połączenie lotnicze Warszawa-Tokio. W Polsce działa około 300 japońskich firm (głównie w specjalnych strefach ekonomicznych, zwłaszcza województw dolnośląskiego i śląskiego), które stworzyły ok. 40 tys. miejsc pracy. Produkują one głównie części samochodowe, elektronikę (m.in. ekrany LCD), szkło i farmaceutyki, a także produkty spożywcze. Umowa o wolnym handlu pomiędzy UE a Japonią weszła w życie 1 lutego 2019 i daje większe możliwości w handlu i inwestycjach.
W 1993 w wyniku porozumienia rządów Polski i Japonii powstała Polsko-Japońska Akademia Technik Komputerowych, dzięki japońskiej pomocy finansowej i eksperckiej. W 1994 powstało w Krakowie obecne Muzeum Sztuki i Techniki Japońskiej „Manggha”. W październiku 2007 powstało Centrum Informacji i Kultury Japonii w Warszawie, instytucja promocji kultury japońskiej. W Tokio działają: Instytut Polski, promujący polską kulturę, Zagraniczne Biuro Handlowe i Zagraniczny Ośrodek Polskiej Organizacji Turystycznej.
Po kataklizmach w Japonii w 1995 i 2011 Polska zorganizowała pomoc. W lipcu i sierpniu w 1995 i 1996 do Polski przyjechało około 50 dzieci japońskich z miasta Kobe, które zniszczyło trzęsienie ziemi. Przebywały one u polskich rodzin. W marcu 2011, gdy japoński region Tōhoku zniszczyło tsunami i trzęsienie ziemi, w Polsce zorganizowano zbiórki pieniędzy oraz różne akcje charytatywne na pomoc poszkodowanym, a także zaproszono 30 dzieci z tego regionu do Polski.